# Małgorzata Sambiria
Małgorzata Sambiria (Samborówna) przyd. Sprænghest (duń. Margrethe Sambiria), (ur. 1230–1234, zm. w grudniu (po 4 grudnia) 1282 w Rostocku) – córka księcia pomorskiego Sambora II, królowa Danii.
W podaniach holsztyńskich i pomorskich znana jest jako „Czarna Greta”.
W 1248 r. poślubiła Krzysztofa I, który w 1252 r. został królem Danii. Koronacja małżonków odbyła się 25 grudnia 1252 w katedrze w Lund. Kilka lat później została razem z mężem obłożona klątwą arcybiskupa (król był w konflikcie z Kościołem). Gdy po śmierci Krzysztofa na tron wstąpił niepełnoletni Eryk Glipping, Małgorzata sprawowała w jego imieniu faktyczną władzę. Jednym z jej działań podczas panowania był zbrojny atak na południową Jutlandię, co zakończyło się niewolą w Holsztynie i koniecznością zawarcia układów z księciem Albrechtem brunszwickim. Małgorzata po 1260 r. korzystała ze wsparcia Albrechta, a być może także planowała zawrzeć z nim związek małżeński.
Królowa samodzielnie panowała w Estonii, którą otrzymała w dożywocie tytułując się od 1266 r. panią Estonii.
Małgorzata i Krzysztof I mieli trójkę dzieci: Eryka, Matyldę i Małgorzatę (chociaż niektóre źródła podają jeszcze Mikołaja, Waldemara i Ingeborgę). Ponieważ pozycja Eryka jako króla była ciągle zagrożona, ok. 1262 roku Małgorzata uzyskała zgodę papieża na dziedziczenie tronu duńskiego przez kobiety. W przypadku upadku Eryka miało to umożliwić objęcie władzy przez jedną z jego sióstr. W 1282 r. możni zmusili ją do opuszczenia Danii. Królowa zamieszkała w Rostocku, gdzie zmarła zapewne w tamtejszym klasztorze św. Krzyża. Została pochowana w klasztorze cystersów w Doberanie.